# Secession
 For alternative betydninger, se Secessio (flertydig). (Se også artikler, som begynder med Secessio)
Secession (af lat. secessio "udtræden") betegner i kunsten en gruppe kunstneres udtræden af et kunstnersamfund ved dets udstillinger, fordi man er utilfreds med den herskende – gerne akademiske – retning og dens censur ved udstillingerne. Den ny gruppe optræder da i en særudstilling: secessionens udstilling, som kan være en fri udstilling under vekslende former eller en udstilling uden censur, tilgængelig for alle.
Secessioner blev i 1880'erne og 1890'erne et ret almindeligt fænomen over hele kunstens verden: Den Frie Udstilling, Grønningen-udstillingen i København, udstillingerne på Marsmarken i Paris fra 1891 af Société Nationale des Beaux-Arts og Wiener Secession som nogle eksempler.